# Erebia cavallus
Erebia cavallus är en fjärilsart som beskrevs av Zdravko Lorkovic och De Lasse 1960. Erebia cavallus ingår i släktet Erebia och familjen praktfjärilar. Inga underarter finns listade i Catalogue of Life.